# Міра-Сінтра
Міра-Сінтра (порт. Mira-Sintra; МФА: [ˈmi.ɾɐ-ˈsĩ.tɾɐ]) — парафія в Португалії, у муніципалітеті Сінтра. Розташована в західній частині країни, на теренах історичної португальської провінції Ештремадура. Входить до складу округу Лісабон. За адміністративним поділом, чинним до 1976 року, терени парафії були складовою провінції Ештремадура. Належить до Лісабонського патріархату Католицької церкви. Патрон — Франциск Ассізький. Площа — 1,1546 км². Населення — 5280 ос. (2011). Сильно урбанізований регіон. Густота населення — 4573,01 осіб/км²
. Код — 111120.

## Населення
| 2011  |
| 5 280 |